# ソニーホームエンタテインメント&サウンドプロダクツ
ソニーホームエンタテインメント&サウンドプロダクツ株式会社（英: Sony Home Entertainment & Sound Products Inc.）は、かつて存在したテレビ（ブラビア）、ビデオ＆サウンド機器（ウォークマンなど）及びその周辺機器の開発、製造、販売などを行うソニーグループの企業。2021年4月1日のグループ再編により新たな「ソニー株式会社」となった。

## 概要
2019年4月1日、テレビ受像機、ならびにテレビ周辺機器の開発、製造など行っていたソニービジュアルプロダクツとビデオ＆サウンド機器の開発、製造などを行っていたソニービデオ&サウンドプロダクツが統合し発足したソニーグループの企業。オーディオ・ビジュアル領域における高付加価値戦略を一層推し進め、将来に向けた新しい顧客価値の創出と、中長期的な成長を目指すとしている。

## 沿革
- 2014年7月1日、ソニービジュアルプロダクツ設立。
- 2015年10月1日、ソニービデオ&サウンドプロダクツ設立。
- 2019年1月22日、ソニービジュアルプロダクツとソニービデオ&サウンドプロダクツが統合しソニーホームエンタテインメント&サウンドプロダクツが発足することを発表[4]。
- 2019年4月1日、ソニービジュアルプロダクツがソニービデオ&サウンドプロダクツを合併、ソニーホームエンタテインメント&サウンドプロダクツ発足。
- 2021年4月1日、ソニーモバイルコミュニケーションズ株式会社、ソニーエレクトロニクス株式会社、ソニーイメージングプロダクツ&ソリューションズ株式会社と統合して消滅、ソニー株式会社となった[2][3]。

## 製品
テレビ
- ブラビア

ポータブルオーディオプレイヤー
- ウォークマン

ヘッドフォン
スピーカー
- アクティブスピーカー
- スマートスピーカー

レコーダー
- BDレコーダー
- ICレコーダー

オーディオ・ビジュアル
- コンポーネントオーディオ
- システムステレオ
- ホームシアター

ほか